# Luolishania longicruris
La luolishania (Luolishania longicruris) è un animale estinto, appartenente al gruppo dei lobopodi (Lobopodia). I suoi resti risalgono al Cambriano inferiore (circa 520 milioni di anni fa) e sono stati rinvenuti nelle argilliti di Chengjiang, in Cina.

## Descrizione
Il corpo di questo animale era sottile e allungato, lungo non più di due centimetri. Le zampe della luolishania erano anch'esse allungate e portavano artigli ricurvi. Si ritiene che questi artigli servissero all'animale per strisciare e arrampicarsi su altri organismi. I fossili di Luolishania, infatti, sono stati rinvenuti in associazione con alcuni resti di poriferi (spugne); è possibile quindi che la luolishania si nutrisse di spugne, arrampicandosi su di esse. Un altro lobopode proveniente dal giacimento di Burgess Shales in Canada, Aysheaia pedunculata, possedeva gli stessi adattamenti ed è stato rinvenuto in associazione con spugne. Alcuni studiosi pensano che Luolishania fosse strettamente imparentata anche con un altro lobopode, il grande Xenusion, proveniente dalla Germania. I fossili di Luolishania longicruris sono molto rari: dal momento della sua scoperta, avvenuta nel 1984 ad opera di Hou Xian-guang, sono stati ritrovati solo sei esemplari.